# Comuna Klitîșce, Cerneahiv
Klitîșce (în ucraineană Клітищенська сільська рада) este o comună în raionul Cerneahiv, regiunea Jîtomîr, Ucraina, formată din satele Klitîșce (reședința) și Plehiv.

## Demografie
Componența lingvistică a comunei Klitîșce
     Ucraineană (98,83%)
     Alte limbi (1,17%)
Conform recensământului din 2001, majoritatea populației comunei Klitîșce era vorbitoare de ucraineană (98,83%), existând în minoritate și vorbitori de alte limbi.